# Franz Streit
Franz Streit (* 14. Oktober 1898 in Gramelow; † 22. Januar 1945 in Brandenburg-Görden) war ein deutscher Widerstandskämpfer gegen den Nationalsozialismus und Mitglied der Kommunistischen Partei Deutschlands (KPD). 

## Leben
Streit wurde in Gramelow, Kreis Stargard in Mecklenburg-Strelitz geboren. Er arbeitete als Landarbeiter, Sattler und Fernmeldetechniker und war während des Zweiten Weltkriegs in Berlin tätig. Seit 1929 war er Mitglied der Kommunistischen Partei Deutschlands (KPD). Gemeinsam mit seiner Freundin, der Bildhauerin Hedwig Wittekind, unterstützte und beherbergte er ein jüdisches Ehepaar und ihr Kind, um es vor der Verfolgung durch das Naziregime zu retten. Das Kind überlebte den Naziterror. Im Herbst 1943 begann seine Zusammenarbeit mit Gustav Wegener von der Saefkow-Jacob-Bästlein-Organisation. Streit, der in dieser Zeit zwischen Demmin und Berlin pendelte, überließ Wegener eine Schreibmaschine für die illegale Arbeit. Am 20. Juli 1944 wurde Streit in Berlin von der GeStaPo verhaftet, am 13. Dezember 1944 vom „Volksgerichtshof“ zum Tode verurteilt und am 22. Januar 1945 im Zuchthaus Brandenburg-Görden hingerichtet.

## Ehrungen
- In Demmin befand sich eine Gedenkplatte für Franz Streit, die 1992 gestohlen wurde und seitdem verschollen ist.
- Vor seinem ehemaligen Wohnhaus Taunusstraße 4 in Berlin-Friedenau befindet sich ein Stolperstein.